# Touwia laticostata
Touwia laticostata là một loài rêu trong họ Neckeraceae. Loài này được Ochyra mô tả khoa học đầu tiên năm 1986.